# ماریو ناشیمبنه
ماریو ناشیمبنه (به ایتالیایی Mario Nascimbene، زاده‌ی ۲۸ نوامبر ۱۹۱۳ در میلان، ایتالیا - درگذشتِ ۶ ژانویه ۲۰۰۲ در رم، ایتالیا) آهنگساز ایتالیایی بود. او در طی شش دهه برای بیش از ۱۵۰ اثر سینمایی موسیقی نوشته‌است.

## آثار
- اتاقی در بالا
- باراباس
- مغول‌ها
- گراویدا
- عشق است که مرا پیش می‌برد